# بيغلر كندي
بيغلر كندي (بالفارسية: بیگلرکندی) هي مستوطنة تقع في Charuymaq-e Jonubesharqi Rural District في إيران. يقدر عدد سكانها بـ 259 نسمة .